# Громадська організація родин полеглих героїв Львівщини
Громадська організація «Родин полеглих Героїв Львівщини» — об’єднання родин Захисників і Захисниць України, які загинули під час російсько-української війни. Діяльність організації спрямована на соціальну, психологічну та правову підтримку родин полеглих, а також на розвиток і підтримку всього ветеранського середовища Львівщини.

## Діяльність
Організація проводить заходи з вшанування пам’яті загиблих, адвокаційні кампанії, надає психологічну підтримку родинам, а також реалізує ініціативи, спрямовані на інтеграцію ветеранів у громадське та економічне життя.  
Одним із ключових проєктів є «Ярмарок ветеранського бізнесу», започаткований у Львові за ініціативи організації. Мета ярмарку — надати ветеранам та членам їхніх сімей можливість презентувати власні товари й послуги, знайти нових клієнтів і партнерів, а також підвищити впізнаваність ветеранського підприємництва.

## Ярмарок ветеранського бізнесу
«Ярмарок ветеранського бізнесу» — регулярний соціальний захід, що об’єднує підприємців-ветеранів, членів сімей полеглих Захисників та громаду. Тут представлені вироби ручної роботи, гастрономічна продукція, мистецькі роботи,та інше.  
Ярмарок погоджується з виконавчими органами місцевого самоврядування та має на меті популяризацію і розвиток соціального підприємництва серед ветеранів.

## Керівництво
Головою організації є Вікторія Олександрівна Родич.